# Urusovite
La urusovite è un minerale.

## Etimologia
Il nome è in onore del cristallografo e chimico russo Vadim Sergeevich Urusov (1936- ), specialista nello studio delle simulazioni delle strutture cristallografiche al computer.